# Herdics György
Pápay György Pál (Herdics György) (Komárom, 1966. november 28. –) szlovákiai magyar pap, címzetes apát, tiszteletbeli kanonok, esperes, a Remény hetilap főszerkesztője. Habilitált egyetemi docens, rendkívüli egyetemi tanár. A Szent Erzsébet Egészségügyi és Szociális Munka Főiskola dunaszerdahely-bősi kihelyezett tagozatának igazgatója 2024-ig. 2022-től a Szent Erzsébet Egészségügyi és Szociális Munka Főiskola egyetemi tanára. 2022-től a Natononal-Loius University (Újszandec, Lengyelország) tanára.

## Élete
Magyar nyelvű alap- és középiskoláit Komáromban járta 1987-ig, majd 1987-1991 között Pozsonyban a Cirill és Metód egyházi karon végezte főiskolai tanulmányait. Ezután posztgraduális képzéseken is részt vett Budapesten és Rózsahegyen (2003). 2002-ben a Pázmány Péter Katolikus Egyetemen teológiai licenciátust szerzett. 2003-ban a pedagógia doktora lett (PaedDr.). 2011-ben díszdoktorrá avatták (Dr. h. c.). Ugyancsak 2011-ben filozófiai doktorátust szerzett (PhDr.). 2012-ben PhD. tudományos fokozatot nyert. 2014-ben habilitált doktori fokozatot szerzett. 2015-ben MBA fokozatot szerzett. 2015-től rendkívüli egyetemi tanár Varsóban. 2016-ban az Osztrohi Akadémia (ukrán állami egyetem) díszdoktori címmel tüntette ki. Ugyancsak 2016-ban LL.M fokozatot szerzett. 2022-ben jogi doktorátust szerzett.
1992-1996 között alsószemerédi, 1996-2008 között nádszegi plébános. 1999-től dékán, 2002-től tiszteletbeli kalocsai kanonok, 2003-tól Szent Ábrahám (Abbatia S. Abrahae de Valle Ebron) apátság címzetes apátja. 2009-től Dunaszerdahelyen szolgált, 2013-ban Bakára helyezték át.
2001-től a Remény magyar katolikus hetilap főszerkeszetője, valamint szerkesztője a Magyar Sionnak, illetve társfőszerkesztője a Famíliának. 1996-2002 között a Magyar Vasárnap Kalendáriumot is megjelentette. A Nagyszombati Érsekségben a Tömegtájékoztatási Eszközök Tanácsának tagja. 2015-től a Via socialis folyóirat főszerkesztője.
2022- től a legrégibb felvidéki regionális hetilap, a Csallóköz kiadója.
2023-tól a szabadujsag.sk portál működtetője.